# برايان سوليفان (سياسي)
برايان سوليفان (بالإنجليزية: Brian Sullivan)‏ هو محامي وسياسي أمريكي، ولد في 6 ديسمبر 1966 في يونيفيرسيتي بليس في الولايات المتحدة، وتوفي في 8 ديسمبر 2014 في بارو في الولايات المتحدة. حزبياً، نشط في الحزب الديمقراطي والحزب الجمهوري. وقد انتخب عضو مجلس نواب واشنطن (يناير 1997 – يناير 2001).